# Zosterop de Panay
El zosterop de Panay (Zosterornis latistriatus) és un ocell de la família dels zosteròpids (Zosteropidae).

## Hàbitat i distribució
Habita els boscos de les muntanyes de l'illa de Panay, a les Filipines centrals.